# Promazină
Promazina este un antipsihotic tipic derivat de fenotiazină, fiind utilizat în tratamentul schizofreniei și al agitației psihomotorii. Căile de administrare disponibile sunt orală și injectabilă.